# Kromolin (Russland)
Kromolin (russisch Кромолин), auch bekannt als Khromyli oder Chromyli (russisch Хромыли), war eine Siedlung in der Oblast Kaluga (Russland), die von Wolhyniendeutschen bewohnt wurde.

## Geschichte
Kromolin wurde ungefähr 1910 von deutschen Siedlern aus Wolhynien gegründet. Die Siedlung lag ungefähr 22 km von der Stadt Schisdra und 72 km von der Stadt Brjansk in der gleichnamigen Oblast entfernt.
Ungefähr 1942 wurde die Siedlung von der Wehrmacht entdeckt und die Bewohner wurden in die Ukraine geschickt. Während des Deutsch-Sowjetischen Krieges wurde die Siedlung geplündert und viele Soldaten der Roten Armee fielen in der Nähe von Kromolin.
Heute existiert nichts mehr von der ehemaligen Siedlung.